# Le Tocsin
Pour plus de détails, voir Fiche technique et Distribution.
Le Tocsin (Campane a martello) est un  film italien de Luigi Zampa, sorti en 1949.

## Synopsis
Naples. Agostina est une jeune femme originaire d’Ischia qui gagne sa vie en se prostituant. N’ayant aucune confiance dans les banques, elle envoie tout l’argent qu’elle peut au vieux curé d’Ischia, afin qu’il le gère soigneusement en vue de son retour. Lorsqu’elle croit avoir enfin atteint une somme suffisante, plus d’un million, même si elle craint qu’on en découvre l’origine, elle décide de rentrer. Australia, sa « collègue » de Bologne l’accompagne et les deux femmes veulent recommencer leur vie dans une nouvelle entreprise, honnête cette fois.
Malheureusement le vieux prêtre est mort et son successeur, don Andrea, qui n’était pas au courant des accords passés, a cru que ces sommes était destinées à des bonnes œuvres et il a tout utilisé au profit d’un orphelinat qui abrite de nombreuses filles laissées sans famille. Agostina, que les insulaires considèrent désormais comme une grande dame en même temps qu’Australia, se retrouve de nouveau sans le sou et elle exige que le prêtre lui rende tout ce qu’il a utilisé pour l’orphelinat, même s’il faut le fermer.
À ce moment-là les gens de l’île se divisent entre ceux qui sont favorables aux demandes d’Agostina, espérant ainsi pouvoir conclure de juteuses affaires avec cette femme devenue riche, et ceux qui, au contraire, sont émus par le sort des orphelines et voudraient que la ville intervînt, mais le maire refuse ; Don Andrea en tombe malade et fait sonner le tocsin pour appeler la population à décider de ce qu’il faut faire. Comme on peut le supposer, tout se terminera par un happy end.

## Fiche technique
- Titre français : Le Tocsin[1],[2]
- Titre original : Campane a martello
- Réalisation : Luigi Zampa
- Assistant réalisateur : Mauro Bolognini et Giuseppe Colizzi
- Scénario et histoire : Piero Tellini
- Photographie : Carlo Montuori
- Montage : Eraldo Da Roma
- Musique : Nino Rota
- Direction artistique : Piero Gherardi
- Création des costumes : Piero Gherardi
- Producteur : Carlo Ponti
- Production : Lux Film
- Pays de production :  Italie
- Durée : 109 minutes
- Genre : Drame
- Format : Noir et blanc - 35 mm - 1,37:1 - Son : Mono (Western Electric Sound System)
- Dates de sortie : 
  - Italie : 16 septembre 1949

## Distribution
- Gina Lollobrigida : Agostina
- Yvonne Sanson : Australia
- Eduardo De Filippo : Don Andrea
- Carlo Giustini : Marco
- Carlo Romano : Gendarme
- Clelia Matania : Bianca
- Agostino Salvietti : Maire
- Ernesto Almirante : Propriétaire
- Gino Saltamerenda (it) : Boucher
- Salvatore Arcidiacono : Le pharmacien
- Ada Colangeli (it) : Francesca
- Carlo Pisacane : Filippo
- Francesco Santoro : Franco
- Vittoria Febbi : Connie
- Pasquale Misiano : Chauffeur

## Version alternative
Le film a connu une version britannique sortie la même année, Children of Chance avec des acteurs différents mais dirigés par le même réalisateur.